# Amir Ohana
Amir Ohana (hebreo: אמיר אוחנה) (Beerseba, 15 de marzo de 1976) es un abogado, oficial en retiro del Shabak y político israelí que actualmente se desempeña como Presidente de la Knesset. Es miembro del partido conservador Likud. En 2015, se convirtió en el primer político de su partido y de la derecha israelí abiertamente gay en ingresar al parlamento. Ha sido ministro de Justicia en el Trigésimo cuarto gobierno de Israel desde el 5 de junio de 2019 hasta el 17 de mayo de 2020.

## Biografía
Como líder del grupo de conservadores LGBT, Ga'ava BaLikud  (orgullosos en el Likud), reconocido como un prominente activista en favor de los derechos de los homosexuales en Israel, Ohana ganó el trigésimo segundo slot en las primarias de su partido para las elecciones parlamentarias de 2015, puesto reservado para los miembros del Distrito de Tel Aviv. A pesar de que perdió la elección en la que su partido obtuvo treinta de los 120 escaños del Knesset, fue movido a la posición 31°, luego de que Danny Danon, quien fue elegido parlamentario, fuese designado como Representante Permanente de Israel de las Naciones Unidas. Ohana ocupó el escaño parlamentario a partir del 27 de diciembre de 2015 en reemplazo de Silvan Shalom, quien renunció tras un escándalo de acoso sexual denunciado por once mujeres. Durante su primer periodo, Amir Ohana ha servido en el Comité de Finanzas y en el Comité de Defensa y Relaciones Exteriores del Knesset.  

## Vida personal
Ohana y su pareja, Alon Hadad, formaron una familia homoparental con un hijo y una hija que concibieron a través de la subrogación gestacional de una mujer de Oregón (Estados Unidos).